# Giovanni D’Alise
Giovanni D’Alise (ur. 14 stycznia 1948 w Neapolu, zm. 4 października 2020 w Casercie) – włoski duchowny katolicki, biskup Caserty w latach 2014–2020.

## Życiorys
Święcenia kapłańskie otrzymał 23 września 1972 i inkardynowany został do diecezji Acerra. Pracował przede wszystkim w parafii św. Alfonsa Liguoriego w Cancello Scalo. Był równocześnie m.in. urzędnikiem w wydziałach kurialnych i wikariuszem biskupim dla regionu San Felice - Arienzo.
5 czerwca 2004 papież Jan Paweł II mianował go ordynariuszem diecezji Ariano Irpino-Lacedonia. Sakry biskupiej udzielił mu 17 lipca 2004 abp Paolo Romeo.
21 marca 2014 został przeniesiony przez Franciszka na biskupstwo Caserta. Ingres odbył się 18 maja 2014.
Zmarł 4 października 2020 roku wskutek komplikacji płucnych związanych z COVID-19.